# Quando sarò grande
Quando sarò grande (When I Grow Up) è un film statunitense del 1951 diretto da Michael Kanin.
È un film drammatico con protagonisti Bobby Driscoll, Robert Preston e Martha Scott.

## Produzione
Il film, diretto e sceneggiato da Michael Kanin (èl'unico film diretto da Kanin) fu prodotto da Sam Spiegel (accreditato come S. P. Eagle) per la Horizon Pictures.

## Distribuzione
Il film fu distribuito negli Stati Uniti dal 20 aprile 1951 al cinema dalla United Artists e dalla Eagle-Lion Classics.
Alcune delle uscite internazionali sono state:
- in Svezia il 13 marzo 1955 (Denny på rymmarstråt)
- in Italia (Quando sarò grande)